# Ясна (Притобольний район)
Я́сна (рос. Ясная) — присілок у складі Притобольного району Курганської області, Росія. Входить до складу Боровлянської сільської ради.
Населення — 93 особи (2010, 181 у 2002).
Національний склад станом на 2002 рік:
- росіяни — 56 %
- казахи — 40 %